# Reminderville
Reminderville és una població dels Estats Units a l'estat d'Ohio. Segons el cens del 2000 tenia 2.347 habitants.

## Demografia
Segons el cens del 2000, Reminderville tenia 2.347 habitants, 917 habitatges, i 672 famílies. La densitat de població era de 455,4 habitants per km².
Dels 917 habitatges en un 38,9% hi vivien nens de menys de 18 anys, en un 60% hi vivien parelles casades, en un 9,3% dones solteres, i en un 26,7% no eren unitats familiars. En el 23% dels habitatges hi vivien persones soles el 6,2% de les quals corresponia a persones de 65 anys o més que vivien soles. El nombre mitjà de persones vivint en cada habitatge era de 2,56 i el nombre mitjà de persones que vivien en cada família era de 3,05.
Per edats la població es repartia de la següent manera: un 27,4% tenia menys de 18 anys, un 4,9% entre 18 i 24, un 35,7% entre 25 i 44, un 24,8% de 45 a 60 i un 7,2% 65 anys o més.
L'edat mediana era de 36 anys. Per cada 100 dones de 18 o més anys hi havia 94,6 homes.
La renda mediana per habitatge era de 56.964 $ i la renda mediana per família de 65.676 $. Els homes tenien una renda mediana de 47.083 $ mentre que les dones 33.424 $. La renda per capita de la població era de 24.477 $. Aproximadament el 2,7% de les famílies i el 4,4% de la població estaven per davall del llindar de pobresa.

## Poblacions més properes
El següent diagrama mostra les poblacions més properes.